# Церква Успення Пресвятої Богородиці (Пробіжна)
Церква Успення Пресвятої Богородиці в Пробіжній — парафія і храм греко-католицької громади Пробіжнянського деканату Бучацької єпархії Української греко-католицької церкви в селі Пробіжна Чортківського району Тернопільської области.

## Історія церкви

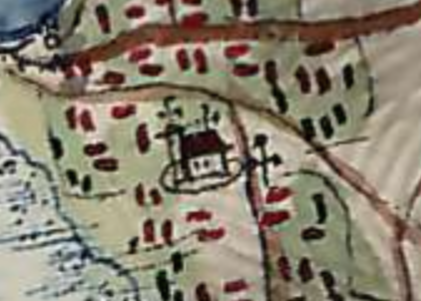
Дерев'яна церква Успення Пресвятої Богородиці на топографічній мапі Фрідріха фон Міґа, кінець XVIII ст.

За наявними даними, дерев'яна церква, побудована до 1832 року, згоріла у 1882 році. Після цього парафіяни відвідували богослужіння в церкві Різдва Пресвятої Богородиці. Головною церквою для громади завжди залишалася Успенська.
Кількість вірян: 1832 — 600, 1844 — 538, 1854 — 387, 1864 — 426, 1874 — 400, 1884 — 545.
Будівництво кам'яної церкви на місці старої дерев'яної тривало з 1900 по 1907 рік. Її освятив блаженний священномученик Григорій Хомишин, владика Станиславівської єпархії УГКЦ. Окрасою храму є фрески у вівтарній частині, створені під час Першої світової війни, із зображеннями «Тайної вечері» та «Ісуса, що бере на себе хрест», а також фігури Ісуса, Матері Божої та Йосифа. У 1930-х роках у церкві було встановлено орган.
У 1946 році парафія перейшла до РПЦ, а у 1990-му повернулася в лоно УГКЦ.
У 1997 році місцевий майстер спорудив новий іконостас. Парафію неодноразово відвідували єпископи:
- Михаїл Сабрига (1997), який освятив іконостас.
- Павло Василик, який звершив священичу хіротонію о. Івана Гопка.
- Іриней Білик (2004), який освятив престол.
- Іриней Білик (2007), який звершив священичу хіротонію о. Сергія Топольницького.

У 2000 році буревій пошкодив храм. Завдяки пожертвам вірян, зокрема владики Петра Стасюка з Австралії, церкву було відремонтовано.
При парафії діють:
- «Апостольство молитви».
- Архибратство «Матері Божої Неустанної Помочі».
- Марійська дружина.
- Вівтарне братство.
- Спільнота «Матері в молитві».
- Біблійний гурток.

На території села розташовані дві каплиці — Різдва Пресвятої Богородиці та Святого Миколая, фігура Матері Божої на честь скасування панщини, а також костел Преображення Господнього. Парафія володіє двома парафіяльними будинками, один із яких є проборством.

## Парохи
| Ім'я                   | Роки                     | Світлини |
| ---------------------- | ------------------------ | -------- |
| о. Олексій Єзеранський | 1732—1733                |          |
| о. Марко Тисинський    | [1832]—1839+             |          |
| о. Юрій Сироїчковський | 1839—1840                |          |
| о. Семен Лукасевич     | 1840—1873+               |          |
| о. Кирило Лукасевич    | 1873—1874, адміністратор |          |
| о. Іларій Котович      | 1874—1882                |          |
| о. Василь Саноцький    |                          |          |
| о. Жарий               |                          |          |
| о. Юрик                |                          |          |
| о. Анатоль Сидоренко   |                          |          |
| о. Володимир Романишин |                          |          |
| о. Роман Гончарик      | 1990—1996                |          |
| о. Зіновій Пасічник    | від 2006 донині          |          |